# Traduttologia e studi traduttivi
Gli studi traduttivi sono un'area accademica di studi interdisciplinari che indaga sulla teoria, descrizione e utilizzo della traduzione, interpretazione e localizzazione. Come ambito interdisciplinare, gli studi traduttivi attingono a svariate branche del sapere che si legano allo studio della traduzione. Tra queste troviamo la letteratura comparativa, l’informatica, la storia, la filologia, la filosofia, la semiotica e la terminografia.
Il termine "studi traduttivi" fu coniato da James S. Holmes, lo studioso americano che lavorava ad Amsterdam, nel suo articolo The name and nature of translation studies, considerato pietra miliare per l’intero sviluppo della disciplina. In inglese il termine traslatologia viene utilizzato raramente (ancora meno frequente traduttologia) per riferirsi agli studi traduttivi, mentre, per quanto riguarda il francese, il termine corrispondente è solitamente traductologie (come in Société Française de Traductologie). Negli Stati Uniti il termine più comunemente utilizzato è Translation and Interpreting Studies (come in American Translation and Interpreting Studies Association), anche se gli studiosi europei includono l’interpretazione all’interno degli stessi studi traduttivi (come in European Society for Translation Studies).

## Storia

### Le origini
Storicamente parlando, gli studi traduttivi sono stati a lungo considerati prescrittivi, fino al punto che i dibattiti non prescrittivi sulla traduzione non venivano considerati come parte degli studi traduttivi. Quando gli storici di questa disciplina descrivono il pensiero occidentale riguardo alla traduzione, per esempio, partono dalle osservazioni di Cicerone su come usasse la traduzione dal greco al latino per migliorare le proprie capacità oratorie ed è una prima descrizione di quello che San Girolamo definì come traduzione basata sul senso. La descrizione degli interpreti in Egitto, fornita da Erodoto diversi secoli prima, non è compresa negli studi traduttivi, presumibilmente perché non dice ai traduttori come tradurre. In Cina il dibattito sulla traduzione ha origine con la traduzione dei sutra buddisti durante la dinastia Han.

### Riferimenti alla disciplina accademica
Nel 1958, durante il Secondo Congresso degli Slavisti a Mosca, il dibattito riguardante la scelta di un approccio di tipo linguistico o letterario alla traduzione arriva al punto di proporre una scienza a sé stante in grado di studiare tutte le forme di traduzione, senza essere completamente inglobata nella linguistica o negli studi letterari. Nell’ambito della letteratura comparativa, nel 1960 in alcune università americane, come l’università dell’Iowa e Princeton, vengono promossi alcuni seminari sulla traduzione. Tra il 1950 e il 1960, iniziarono a emergere gli studi sistematici della traduzione con approccio linguistico. Nel 1958, i linguisti francesi Jean-Paul Vinay e Jean Darbelnet svolsero una comparazione di tipo contrastivo tra la lingua francese e quella inglese. Nel 1964, Eugene Nida pubblicò Toward a Science of Translating, un saggio sulla traduzione della Bibbia influenzato per certi versi dalla grammatica trasformazionale di Harris.  Nel 1965, J. C. Catford teorizzò la traduzione da una prospettiva linguistica.
A cavallo tra 1960 e 1970, lo studioso ceco Jiří Levý, lo slovacco Anton Popovič e František Miko lavorarono sui diversi stili di traduzione letteraria.
I primi passi fatti in questo ambito di ricerca vennero presentati nell’articolo di James S. Holmes durante il Terzo Congresso Internazionale di Linguistica Applicata tenutosi a Copenaghen nel 1972. In quell’articolo, The name and nature of translation studies, Holmes rivendicava la creazione di un’area disciplinare indipendente e propose una sua denominazione. Una “mappa” grafica della proposta di Holmes venne in seguito presentata da Gideon Toury nel suo saggio Descriptive Translation Studies and beyond del 1995.
Prima degli anni Novanta, gli studiosi di traduzione si ispiravano a un'unica scuola di pensiero, che rientrava soprattutto nei paradigmi prescrittivi, descrittivi e della teoria Skopos.  A partire dalla “svolta culturale” degli anni Novanta, la disciplina cominciò a suddividersi in campi di ricerca dove i progetti di ricerca viaggiavano in parallelo, servendosi a vicenda delle proprie metodologie e di quelle delle altre discipline accademiche.

## Scuole di pensiero
Le principali scuole di pensiero a livello di ricerca hanno avuto la tendenza a raggrupparsi attorno a concetti teorici fondamentali, la maggior parte dei quali son diventati oggetto di discussione.

### Studi sull'equivalenza
Tra gli anni Cinquanta e gli anni Sessanta, il dibattito all’interno degli studi traduttivi si è orientato sul modo migliore di ottenere l’“equivalenza”. Il termine equivalenza aveva due diversi significati, che corrispondevano a due diverse scuole di pensiero. Per la scuola russa con equivalenza si intendeva una corrispondenza uno a uno tra le strutture linguistiche, oppure una coppia di termini o sintagmi tecnici universalmente riconosciuti come corrispondenti; in questo senso l’equivalenza veniva contrapposta all’utilizzo di “sostituzioni”. Invece, secondo la scuola francese di Vinay e Darbelnet, che segue gli studi del linguista svizzero Charles Bally, per equivalenza si intendeva il raggiungimento del medesimo valore funzionale, che generalmente richiedeva delle modifiche nella forma. Il concetto di equivalenza di Catford era nel 1965, lo stesso della tradizione francese. Nel corso degli anni Settanta, i teorici russi adottarono il concetto di equivalenza nel suo senso più ampio, ovvero come il risultato di una trasformazione linguistica.
Allo stesso tempo la teoria interpretativa della traduzione (conosciuta anche come teoria del senso) introdusse il concetto di deverbalizzazione negli studi traduttivi, distinguendo tra corrispondenza tra parole ed equivalenza di senso. Nello stesso modo in cui un interprete simultaneo non si concentra sulle parole della lingua di partenza ma sul concetto espresso per poi tradurlo nella lingua di arrivo, così questa teoria evidenzia la differenza tra la definizione di una parola data dal dizionario (corrispondenza tra parole) ed il senso di un testo o frammento di esso in un determinato contesto (equivalenza di senso).
Il dibattito sull’equivalenza ha accompagnato le diverse tipologie di soluzioni adottate per la traduzione (chiamate anche procedure, tecniche o strategie) come in Fedorov (1953) e Vinay e Darbelnet (1958). Nel suo libro del 1958 (Translation: Its Principles and Techniques) Loh Dianyang si ispira a Fedorov e alla linguistica inglese per descrivere delle tecniche di traduzione applicate alla traduzione tra cinese e inglese.
In queste scuole di pensiero la discussione su come ottenere l’equivalenza è stata per lo più prescrittiva e sempre legata all’addestramento dei traduttori.

### Studi sulla traduzione descrittiva
Descriptive translation studies è un termine coniato dopo la pubblicazione del libro di Toury del 1995 Descriptive Translation Studies and Beyond, questo tipo di studio mira a creare una disciplina empirica e descrittiva che va a completare la descrizione della struttura degli studi traduttivi tracciata da Holmes. L’idea che il metodo scientifico potesse essere applicato a dei prodotti culturali era stata sviluppata dai formalisti russi all’inizio del ventesimo secolo ed è stata poi recuperata da molti ricercatori nel campo della letteratura comparata. Questo metodo veniva ora applicato alla traduzione letteraria. Faceva parte di questo metodo anche la teoria polisemica (Even-Zohar 1990) in cui il testo letterario tradotto viene considerato un sottosistema della tradizione letteraria di arrivo. Gideon Toury fonda la sua teoria sulla necessità, allo scopo di fare ricerca, di considerare le traduzioni come “fatti della cultura di arrivo”. I concetti di “manipolazione” e “patronato” sono anch’essi stati utilizzati in relazione alla traduzione letteraria.

### Teoria dello skopos
Un ulteriore spostamento di prospettiva nella teoria della traduzione in Europa può essere datato al 1984. In quell’anno furono pubblicati due libri in tedesco: Grundlegung einer allgemeinen Translationstheorie di Katharina Reiss e Hans Vermeer e Translatorisches Handeln di Justa Holz-Mänttäri. Da questi due testi nasce ciò che viene definita teoria dello skopos, che privilegia l’obiettivo della traduzione anziché l’equivalenza.

### Traduzione culturale
La svolta culturale nel campo della traduzione fece fare un ulteriore passo in avanti alla disciplina stessa. Fu promossa da Susan Bassnet e André Lefevere in Translation- History- Culture e rappresentata dagli scambi interdisciplinari tra gli studi traduttivi, altre aree di studio e concetti come il genere, il cannibalismo (vedi la scuola brasiliana di studi sulla traduzione), il post colonialismo o gli studi culturali.
Il concetto di traduzione culturale deriva in larga parte dai temi che Homi Bhabha, nell'ottica degli studi sul post-colonialismo, affronta nel suo libro I luoghi della cultura. Traduzione culturale è un’accezione utilizzata nell’ambito degli studi culturali per descrivere il processo di trasformazione, linguistico o di altro genere, in una data cultura. Questa accezione usa la traduzione come mezzo o metafora per analizzare la natura della trasformazione e dello scambio culturale. Anche se la traduzione avvicina le culture, in ogni traduzione ci sarà una deformazione tra queste.

### Traduzione come ecosistema
La traduzione come ecosistema è un orientamento di ricerca sviluppato da Hu Gengshen del Macao Polytechnic Institute. Considera i traduttori e la traduzione come parte di un sistema più ampio di interdipendenze che può essere descritto come un ecosistema. Questo significa tener conto dell'intera "catena di traduzione" tanto quanto della sua iterazione con ciò che la circonda. La International Association for Eco-translatology Research ha organizzato cinque simposi sulla traduzione come ecosistema e pubblica il Journal of Eco-Translatology dal 2011.

## Ambiti di ricerca

### Storia della traduzione
Questo ambito di ricerca si occupa della storia dei traduttori come gruppo sociale e di esperti, e anche della storia delle traduzioni come indicatori dell'evoluzione delle culture, della loro interazione, e della loro possibile estinzione. Alcuni principi della storia della traduzione sono stati proposti da Lieven D’hulst e Pym. I più importanti testi di riferimento di questa disciplina includono la Oxford History of Literary Translation in English e l’Histoire des traductions en langue française.
Antologie storiche sulle teorie della traduzione sono state compilate da Douglas Robinson (2002) per quanto riguarda gli studi occidentali fino a Nietzsche, da D’hulst (1990) per gli studi francesi dal 1748 al 1847, da Santoyo (1987) per la tradizione spagnola, da Edward Balcerzan (1977) per gli studi polacchi dal 1440 al 1974, e da Martha Cheung (2006) per il cinese.

### Sociologia della traduzione
La sociologia della traduzione comprende lo studio approfondito dei traduttori, focalizzandosi su chi sono, quali sono i loro metodi e ambienti di lavoro, e cosa i dati sulle traduzioni possono dirci in merito alla trasmissione di idee tra una lingua e l’altra.

### Studi postcoloniali sulla traduzione
Questi studi si occupano di analizzare la traduzione in un contesto postcolniale, esaminando le dinamiche nel campo della traduzione tra le potenze coloniali europee e le loro colonie. Gli studi postcoloniali, tra le altre cose, mettono in discussione l’ipotesi che la traduzione si verifichi solo tra culture e lingue nettamente distanziate tra loro.

### Studi di genere
Gli studi di genere si occupano del sesso dei traduttori, della natura di genere dei testi che vengono da loro tradotti, del possibili processi di traduzione di genere in atto, e delle metafore di genere usate per descrivere la traduzione. Pionieri di questi studi sono stati Luise von Flotow, Sherry de Simon e Keith Harvey. Un argomento affrontato è la rimozione o l’impossibilità di rimuovere forme di omosessualità che risultano intimidatorie o vengono percepite come tali, ad esempio quando gli autori antichi vengono tradotti dagli intellettuali del Rinascimento in un contesto cristiano.

### Etica
Nel campo dell’etica, pubblicazioni molto discusse sono stati i saggi di Antoine Berman e Lawrence Venuti, i quali si distanziano per alcuni aspetti, ma condividono l’idea di evidenziare le differenze tra le lingue e culture d’origine e di destinazione durante la traduzione. Sia Berman che Venuti sono interessati a come "l’altro culturale possa custodire al meglio questa diversità". In studi più recenti, gli studiosi hanno applicato a questo campo di studi il lavoro di Emmanuel Lévinas sull’etica e la soggettività. Dal momento che le sue pubblicazioni sono state interpretate in diversi modi, sono state estratte varie conclusioni in merito al concetto di responsabilità etica di Levinas. Alcuni sono arrivati a ipotizzare che l’idea della traduzione possa essere dubbia da un punto di vista etico, mentre altri la vedono come un invito a considerare una relazione di tipo più interpersonale tra l’autore e il traduttore, rendendolo dunque un processo proporzionato e reciproco.
Il riconoscimento generale della responsabilità del traduttore è aumentato in parallelo a questi studi. Traduttori e interpreti vengono visti sempre più come attori partecipi nei conflitti geopolitici, e questo porta a interrogarsi sulla questione di come agire in maniera eticamente corretta indipendentemente dalla propria identità o dal proprio parere. Questo ci porta a concludere che tradurre e interpretare non possono essere considerati esclusivamente come processi di cambio della lingua, ma sono anche un’attività finalizzate a uno scopo sociale e politico.
C’è un consenso generale in merito alla necessità di un codice deontologico che fornisca alcuni principi guida per ridurre le incertezze e ottimizzare la professionalità, cosa che è già stata richiesta anche in altre discipline, come ad esempio l’etica medica, militare o l’etica legale. Tuttavia, non essendoci ancora una comprensione chiara del concetto di etica in questo campo, le opinioni in merito alla creazione di questo codice variano notevolmente.

### Studi sulla traduzione audiovisiva
La traduzione audiovisiva (TAV) ha luogo in ambito audio-video, come ad esempio il cinema, la televisione, la radio, i videogiochi e persino alcuni eventi dal vivo come gli spettacoli operistici. Il comune denominatore per gli studi in questo campo è che la traduzione si effettua su diversi sistemi semiotici, dato che i testi tradotti (i cosiddetti testi polisemiotici) possiedono dei messaggi che vengono trasmessi attraverso più canali, cioè non solo attraverso espressioni verbali scritte o vocali, ma anche suoni e/o immagini. Le principali modalità di traduzione studiate sono la sottotitolazione, il doppiaggio, la narrazione fuori campo, e anche la sopratitolazione per l’opera nel teatro. 
Anche gli studi sull’accessibilità ai media sono spesso considerati parte di questo campo. Gli argomenti principali di questi studi sono la descrizione audio per i ciechi e gli ipovedenti e i sottotitoli per i sordi e ipoudenti. Negli studi sulla traduzione audiovisiva, le differenti condizioni e limitazioni imposte dalle varie forme di multimediali e le modalità di traduzione condizionano il modo in cui viene effettuata e diventano l'argomento di diversi studi sul risultato o sul processo della traduzione audiovisiva. Molti sono i professionisti che lavorano in questo settore e che appartengono alla European Association for Studies in Screen Translation (ESIST) dove viene sviluppata gran parte della ricerca nel campo della traduzione audiovisiva.

### Traduzione amatoriale
La traduzione amatoriale è un'attività di traduzione compiute da persone che non lavorano in questo campo come professionisti, solitamente in modi resi possibili grazie a internet. Queste attività si sono infatti diffuse velocemente grazie alla recente democratizzazione della tecnologia e la circolazione di internet. In tutto il mondo sono nate iniziative di traduzione da parte di amatori che si occupano di tradurre diversi tipi di materiali scritti e multimediali. 
Solitamente ai volontari non è richiesto di avere delle qualifiche nel campo della traduzione, ma ovviamente possono partecipare anche traduttori professionisti, come nel caso di Translators Without Borders.
A seconda della caratteristica che ciascun ricercatore considera più importante, sono stati usati diversi termini per identificare la traduzione amatoriale. O’Hagan ha usato termini come user-generated translation (traduzione creata dall’utente), fan translation (traduzione degli appassionati) e community translation(traduzione della comunità). Fernández-Costales e Jiménez-Crespo preferiscono chiamarla collaborative translation (traduzione collaborativa), mentre Pérez-González la definisce amateur subtitling (sottotitolazione amatoriale). Pym suggerisce che la differenza fondamentale tra questo tipo di traduzione e quella dei professionisti è il guadagno economico, e aggiunge che il termine più adatto per definirla è volunteer translation (traduzione effettuata da volontari).
Alcune delle più famose attività di traduzione amatoriale gestite da appassionati sono il fansubbing, il fandubbing, il ROM hacking oppure la fan translation dei videogiochi, e la scanlation. La maggior parte di queste attività hanno alle loro spalle il supporto di un forte e consolidato numero di appassionati, benché i più grandi progetti di traduzione non professionale facciano uso di modelli di crowdsourcing e siano controllati da compagnie o organizzazioni. Sin dal 2008 Facebook ha usato il crowdsourcing per far tradurre il sito direttamente dagli utenti, e così anche l’organizzazione TED conference ha fondato il progetto di traduzione libera TED Translators, nel quale i volontari possono usare la piattaforma online Amara per creare sottotitoli online per i TED talks.

### Localizzazione linguistica
Gli studi sulla localizzazione linguistica interessano il modo in cui lindustria oggi abbiano la necessità di tradurre e adattare (“localizzare”) testi tecnici nelle varie lingue, adattandole a un'esigenza linguistica specifica, definita dalla varietà di linguaggio e vari parametri culturali. Solitamente la localizzazione ha a che fare con i software, documentazione di prodotti, siti web e video games, nei quali l’elemento tecnologico è fondamentale. 
Un concetto chiave nella localizzazione è l’internazionalizzazione, dove il prodotto di partenza viene spogliato dalle caratteristiche di una determinata cultura in modo tale che possa essere localizzato contemporaneamente in più di una lingua.

### Studi sull'interpretazione
La disciplina degli studi sull’interpretazione viene identificata spesso come sorella degli studi traduttivi, e questo a causa delle somiglianze che intercorrono tra le due discipline, una di queste è il trasferimento di idee da una lingua all’altra. Infatti, l’interpretazione come attività è stata considerato per molto tempo una forma di specializzazione della traduzione, prima che gli studi sull’interpretazione acquisissero una base scientifica e si separassero gradualmente dagli studi traduttivi nella seconda metà del ventesimo secolo. Nonostante fossero fortemente orientati verso la struttura teorica degli studi traduttivi, gli studi sull'interpretazione si sono sempre concentrati sull’aspetto pratico e pedagogico dell’attività. Questo ha portato alla continua evoluzione della disciplina e al conseguente sviluppo di una salda struttura teorica basata (così come per gli studi traduttivi) su presupposti interdisciplinari. Gli studi sull’interpretazione hanno sviluppato diversi approcci e hanno avuto vari paradigmi, fino ad arrivare alla più recente ondata di studi sociologici sugli interpreti, il loro lavoro e le loro condizioni di lavoro.

## Futuri sviluppi
Gli studi traduttivi si sono sviluppati con l’incremento dei corsi di traduzione nelle scuole e nelle università. Nel 1995 uno studio condotto in 60 paesi mostrò come 250 istituzioni a livello universitario offrissero corsi di traduzione o interpretariato. Nel 2013, lo stesso database contava 501 istituzioni per la formazione dei traduttori. Contemporaneamente, c’è stato un aumento delle conferenze sulla traduzione e della pubblicazione di riviste che trattavano l'argomento. La visibilità acquisita dalla traduzione ha portato alla nascita di associazioni sugli studi traduttivi a livello nazionale e internazionale. Dieci di queste associazioni hanno fondato l’International Network of Translation and Interpreting Studies Associations (INTISA) nel settembre del 2016.
La crescente varietà di scuole di pensiero viene considerata come una delle possibili fonti di conflitto all'interno della disciplina. Nel 1999 la distanza concettuale tra l’approccio teoretico e quello empirico emerse in un dibattito durante il Vic Forum on Training Translators and Interpreters: New Directions for the Millennium. Due dei partecipanti, Rosemary Arrojo e Andrew Chesterman, cercarono di teorizzare un nuovo approccio rispetto alla dicotomia di queste due scuole di pensiero.
La ricerca interdisciplinare ha reso possibile la nascita di nuovi paradigmi, infatti molte delle teorie sviluppate derivano dal contatto con altre discipline quali la linguistica, la letteratura comparativa, gli studi culturali, la filosofia, la sociologia o la storiografia. Questo fenomeno potrebbe però aver provocato la frammentazione degli studi traduttivi come disciplina a pieno titolo.
Infatti i nuclei di valutazione dell'attività di ricerca universitaria danno poco peso alla pratica della traduzione.
Gli studi traduttivi hanno messo in luce una tendenza ad ampliare i propri campi di ricerca e si presume mantengano questo orientamento. In particolare nell'ambito degli adaptation studies, della traduzione intralinguistica, della traduzione tra sistemi semiotici diversi (ad esempio dall’immagine al testo o dal testo alla musica) e della traduzione come forma di interpretazione, come suggerito dal lavoro di Roman Jakobson.